# 대학로 (서울)

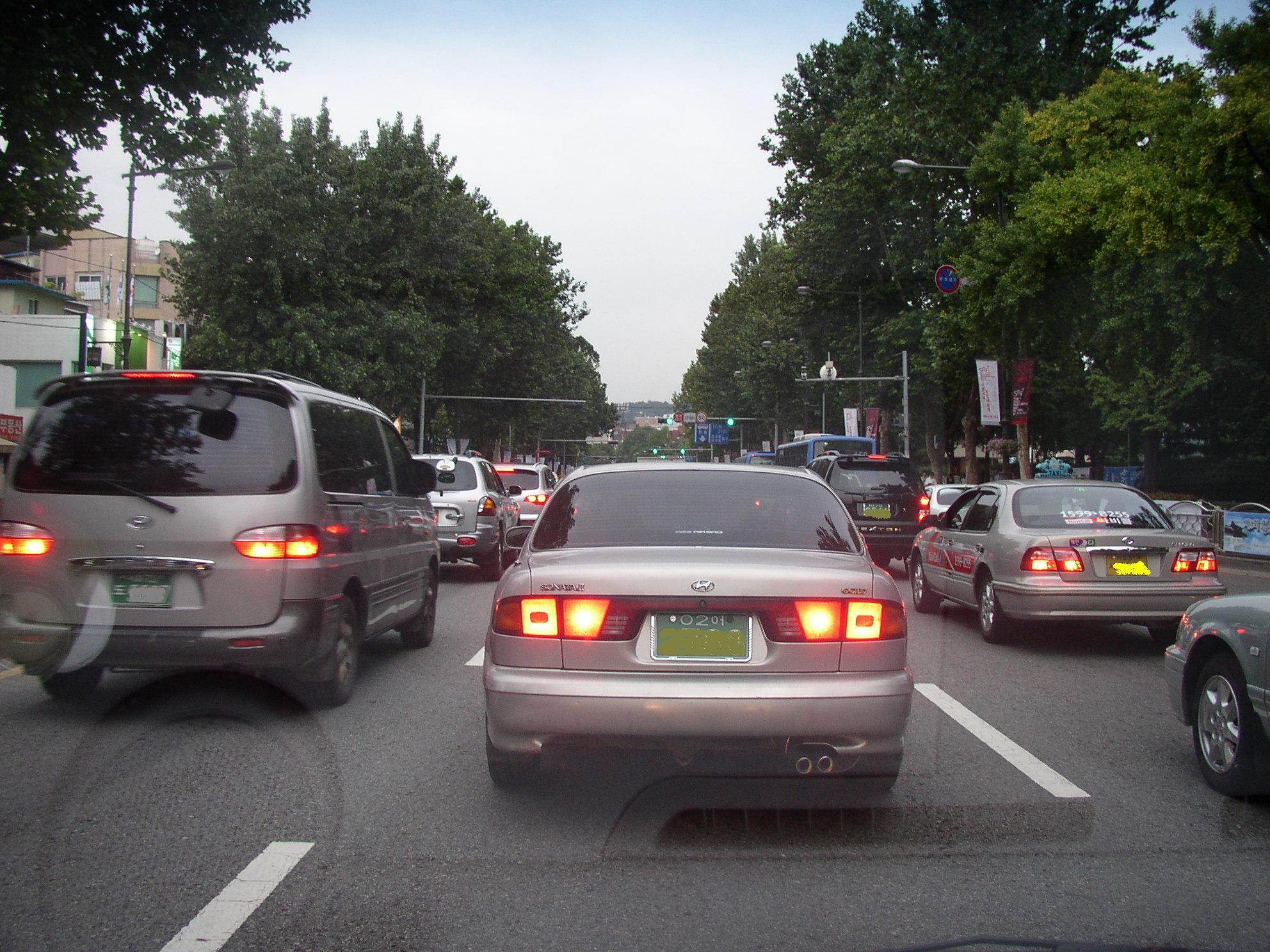
대학로

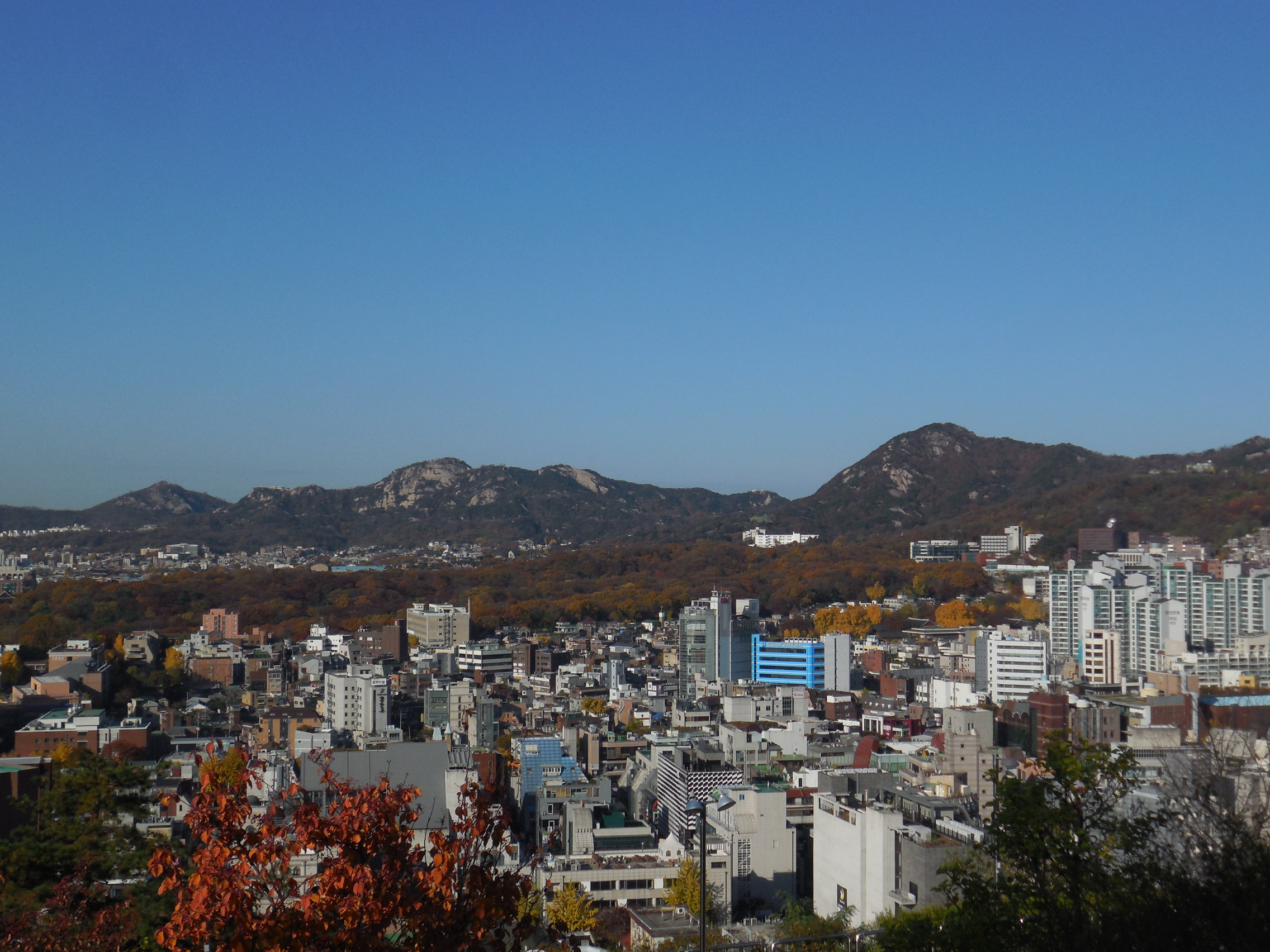
낙산에서 바라본 대학로 일대

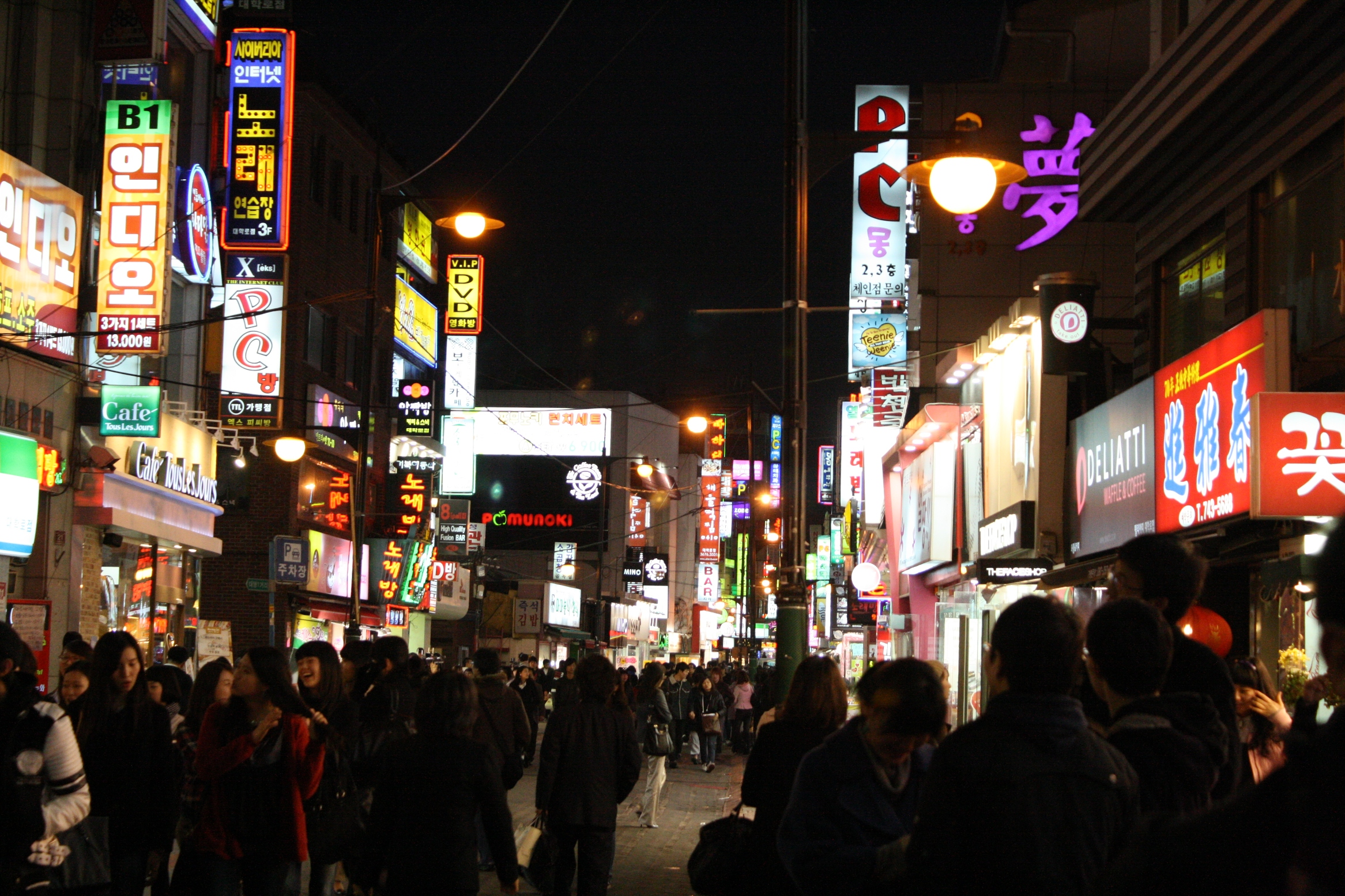
대학로 거리의 야경

대학로(大學路, Daehak-ro)는 서울특별시 종로구 종로5가 82-1(종로5가교차로)에서 혜화동 56(혜화동로터리)까지를 잇는 도로이다. 그 주변 일대 문화예술 활동의 거리를 지칭하기도 한다. 종로5가에서 이화사거리까지의 구간은 4차선이고, 이화사거리에서 혜화동로터리까지의 구간은 왕복 6차선이다. 과거 이 도로에 서울대학교 문리대학이 자리잡고 있었어서 이 이름이 붙여졌다.

## 개요
서울대학교 종합발전계획의 일환으로, 대학교육의 발상지로서 동숭동 캠퍼스가 갖고 있는 역사적 가치와 장소성을 보존해야 한다는 이전 반대측 주장과 일제 강점기의 경성제국대학이 갖는 흔적을 지워버림으로써 일제의 잔재를 청산하는 것이 옳다는 이전 찬성측 주장 가운데 후자가 선택되어, 동숭동 캠퍼스는 1975년 1월부터 단계적으로 서울특별시 관악구 신림동으로 옮겨갔다. 바로 이 동숭동 캠퍼스 옆을 지나던 도로이기 때문에 대학로라는 이름이 붙었다.
1985년 5월 4일, 정부 주도로 대학로 일대에 ‘문화예술의 거리’를 조성하면서, 서울 곳곳에 흩어져 있던 문화단체와 극장들이 모여들기 시작하였다. 경성제국대학이 들어서고 이후 서울대학으로 바뀌면서 대학가 문화가 주를 이뤘던 이곳은 ‘젊은이들의 천국’으로 불리게 되었고, 2004년에는 인사동에 이어 서울에서 두 번째 ‘문화지구’로 지정되면서 서울의 문화를 대표하는 거리가 되었다.

## 역사
- 1966년 11월 26일 : ‘쌍림동(중구 쌍림동 106)~혜화동로타리(종로구 혜화동 132)’ 구간을 대학로(大學路)로 명명[3]
- 1981년 : 시점부를 장충단공원 앞까지 연장
- 1984년 11월 7일 : 종로5가~장충단공원 앞 구간을 훈련원로로 분리
- 2003년 6월 22일 : 종로5가~이화사거리 구간을 혜화동 방면 일방통행으로 전환, 이화사거리~혜화동로타리 구간을 차등차로로 전환[4][5]
- 2009년 : 종로5가~이화사거리 구간을 차등차로로 전환[6][7]
- 2010년 4월 22일 : 종로구 도로명 주소 고시

## 주요 경유지
서울특별시
- 종로구 (종로5가 - 효제동 - 연지동 - 연건동 - 동숭동 - 명륜4가 - 혜화동)

## 노선
- 표기한 서울특별시도는 관리용이다.
- 연한 파란색(■): 서울특별시도 제29호선 구간

| 교차로                              | 접속 노선                                 | 소재지                              | 소재지                              | 비고                                |
| 서울특별시도 제29호선 동호로와 직결 | 서울특별시도 제29호선 동호로와 직결       | 서울특별시도 제29호선 동호로와 직결 | 서울특별시도 제29호선 동호로와 직결 | 서울특별시도 제29호선 동호로와 직결 |
| ----------------------------------- | ----------------------------------------- | ----------------------------------- | ----------------------------------- | ----------------------------------- |
| 종로5가                             | 국도 제6호선 · 서울특별시도 제51호선 종로 | 종로구                              | 종로5.6가동                         |                                     |
| 종로5가                             | 서울특별시도 제29호선 동호로              | 종로구                              | 종로5.6가동                         |                                     |
|                                     | 김상옥로                                  | 종로구                              | 종로5.6가동                         | 교차로 이름 없음                    |
| 이화사거리                          | 서울특별시도 제C1호선 율곡로              | 종로구                              | 이화동                              |                                     |
|                                     | 이화장길                                  | 종로구                              | 이화동                              | 교차로 이름 없음                    |
|                                     | 동숭길                                    | 종로구                              | 이화동                              | 교차로 이름 없음                    |
|                                     | 동숭길                                    | 종로구                              | 이화동                              | 교차로 이름 없음                    |
|                                     | 대명길                                    | 종로구                              | 혜화동                              | 교차로 이름 없음                    |
| 혜화동로터리                        | 서울특별시도 제28호선 창경궁로            | 종로구                              | 혜화동                              |                                     |
| 혜화동로터리                        | 혜화로                                    | 종로구                              | 혜화동                              |                                     |
| 혜화동로터리                        | 창경궁로35길                              | 종로구                              | 혜화동                              |                                     |
| 혜화로와 직결                       |                                           |                                     |                                     |                                     |

## 부속도로
- ● : 전 구간 해당
- ▲ : 일부 구간 해당
- ✖ : 해당 없음

| 도로명      | 기점          | 종점           | 총연장 (m) | 차량 통행 가능 | 일방통행 | 소재지 | 소재지      |
| ----------- | ------------- | -------------- | ---------- | -------------- | -------- | ------ | ----------- |
| 대학로1길   | 종로5가 54-1  | 연지동 265-3   | 240        | ▲              | ✖        | 종로구 | 종로5.6가동 |
| 대학로2길   | 종로5가 54-1  | 종로6가 239-47 | 382        | ✖              | ✖        | 종로구 | 종로5.6가동 |
| 대학로3길   | 연지동 136-59 | 연지동 1-40    | 185        | ●              | ✖        | 종로구 | 종로5.6가동 |
| 대학로5길   | 연건동 72-3   | 연건동 1-3     | 360        | ●              | ✖        | 종로구 | 이화동      |
| 대학로5가길 | 연건동 109    | 연건동 109     | 147        | ▲              | ✖        | 종로구 | 이화동      |
| 대학로7길   | 동숭동 199-29 | 연건동 109     | 113        | ●              | ✖        | 종로구 | 이화동      |
| 대학로8길   | 연건동 1-3    | 동숭동 1-151   | 155        | ▲              | ●        | 종로구 | 이화동      |
| 대학로8가길 | 동숭동 1-151  | 동숭동 162     | 710        | ●              | ▲        | 종로구 | 이화동      |
| 대학로9길   | 동숭동 67-2   | 명륜4가 160-5  | 206        | ●              | ✖        | 종로구 | 혜화동      |
| 대학로9가길 | 명륜4가 160-5 | 연건동 28-2    | 132        | ✖              | ✖        | 종로구 | 혜화동      |
| 대학로10길  | 동숭동 67-2   | 동숭동 1-151   | 164        | ●              | ✖        | 종로구 | 이화동      |
| 대학로11길  | 동숭동 67-2   | 명륜2가 204-1  | 315        | ●              | ●        | 종로구 | 혜화동      |
| 대학로12길  | 동숭동 67-2   | 동숭동 162     | 486        | ▲              | ●        | 종로구 | 이화동      |
| 대학로14길  | 혜화동 142-1  | 혜화동 163-46  | 189        | ●              | ✖        | 종로구 | 혜화동      |

## 특징
- 1975년, 서울대학교가 관악구 신림동으로 옮겨가면서 그 자리에 마로니에 공원이 조성되었다.
- 야외공연장과 풍류마당 등이 만들어져 있어, 젊은이들의 유동인구가 많다.
- 원래 종로5가역부터 이화사거리까지 일방통행 구간이었으나, 지금은 이화사거리부터 종로5가역까지 편도 1차선에 한해 통행할 수 있다.
- 이화사거리에서 혜화로터리 구간은 관할 경찰의 고시에 의해 오후 10시에서 오전 6시 사이에는 이륜차(싸이카 등의 긴급차량은 제외)의 통행이 제한된다.

## 주요 건물 및 시설
- 글로벌푸드아트수도전문학교 (서울특별시 종로구 대학로 8)
- 서울특별시중부교육지원청 (서울특별시 종로구 대학로 10)
- 서울효제초등학교 (서울특별시 종로구 대학로 12)
- 서울지방국세청 효제별관 (서울특별시 종로구 대학로 42)
- NH농협은행 대학로지점 (서울특별시 종로구 대학로 49)
- 홍익대학교 대학로캠퍼스 (서울특별시 종로구 대학로 57)
- 서울대학교 사범대학 부설초등학교 (서울특별시 종로구 대학로 64)
- 서울대학교 사범대학 부설여자중학교 (서울특별시 종로구 대학로 64)
- KT 혜화지사 (서울특별시 종로구 대학로 65)
- 한국방송통신대학교 본부 (서울특별시 종로구 대학로 86)
- 서울종로소방서 연건119안전센터 (서울특별시 종로구 대학로 91)
- 대한성공회 성베다교회 (서울특별시 종로구 대학로 93)
- 신한은행 함춘회관출장소 (서울특별시 종로구 대학로 95)
- 서울대학교병원 (서울특별시 종로구 대학로 101)
  - 서울대학교암병원
  - 서울대학교어린이병원
  - 서울대학교치과병원
  - 서울권역응급의료센터
  - 서울대학교병원 의학연구혁신센터 (서울득별시 종로구 대학로 91)
- 서울대학교 연건캠퍼스 (서울특별시 종로구 대학로 103)
- 새마을금고 서울대학교병원본점 (서울특별시 종로구 대학로 103)
- NH농협은행 서울대연건출장소 (서울특별시 종로구 대학로 103)
- 국민은행 대학로지점 (서울특별시 종로구 대학로 116)
- 혜화역 (서울특별시 종로구 대학로 지하120)
- 롯데슈퍼 (서울특별시 종로구 대학로 146)
- 동성중학교 (서울특별시 종로구 대학로 156)
- 동성고등학교 (서울특별시 종로구 대학로 156)
- 기독교대한감리회 혜명교회 (서울특별시 종로구 대학로11길 6)
- 공공그라운드 공공일호(서울특별시 종로구 대학로 116)

## 같이 보기
- 마로니에 공원
- 동소문로
- 종로
- 창경궁로
- 탑골공원(낙원동)